# Witold Grycewicz
Witold Grycewicz (ur. 10 sierpnia 1895 w Andrzejowie w powiecie szawelskim, zm. po 14 kwietnia 1940 w Katyniu) – kapitan lekarz weterynarii Wojska Polskiego, ofiara zbrodni katyńskiej.

## Życiorys
Syn Kleofasa Grycewicza i Felicji von Oberkampfer. W 1919 uzyskał dyplom lekarza weterynarii na uczelni w Nowoczerkasku. W 1920 walczył w wojnie polsko-bolszewickiej w szeregach 18 Pułku Artylerii Lekkiej. Po zakończeniu wojny został oficerem zawodowym, awansowany do stopnia podpułkownika. Następnie przeszedł do 12 Pułku Piechoty i awansował do stopnia kapitana, później zamieszkał w Dęblinie, gdzie pracował jako państwowy lekarz weterynarii. Podczas kampanii wrześniowej był lekarzem naczelnym w 28 Pułku Piechoty Lekkiej, aresztowany przez NKWD został osadzony w Kozielsku, jego dane znajdują się na liście wywózkowej NKWD z dnia 14 kwietnia 1940. Podczas ekshumacji w Lesie Katyńskim w 1943 jego zwłoki zostały zidentyfikowane i opisane pod numerem AM 3288.

## Odznaczenia
- Srebrny Krzyż Zasługi